# Бялеблото-Кобиля
Бялеблото-Кобиля (пол. Białebłoto-Kobyla) — село в Польщі, у гміні Браньщик Вишковського повіту Мазовецького воєводства.
Населення — 402 особи (2011).
У 1975-1998 роках село належало до Остроленцького воєводства.

## Демографія
Демографічна структура станом на 31 березня 2011 року:
|          | Загалом | Допрацездатний вік | Працездатний вік | Постпрацездатний вік |
| -------- | ------- | ------------------ | ---------------- | -------------------- |
| Чоловіки | 206     | 41                 | 138              | 27                   |
| Жінки    | 196     | 42                 | 108              | 46                   |
| Разом    | 402     | 83                 | 246              | 73                   |